# Adamastor (Schiff)
Die Adamastor war ein 1896 gebauter Geschützter Kreuzer der portugiesischen Marine. Er war aktiv an der portugiesischen Revolution von 1910 beteiligt und nahm als eines der wenigen portugiesischen Schiffe im Ersten Weltkrieg an Kampfhandlungen teil.

## Vorgeschichte
Als eine der Reaktionen auf das britische Ultimatum von 1890, mit dem Großbritannien Portugals Anspruch auf eine geschlossene Landverbindung von Angola bis Mosambik vereitelte und es aus Rhodesien sowie dem Njassaland herausdrängte, startete die portugiesische Regierung die Modernisierung ihrer Flotte. Aufgrund der Finanzkrise konnten erst Ende des Jahrzehnts von den ursprünglich geplanten vier Schlachtschiffen und zehn Kreuzern nur vier Geschützte Kreuzer in Auftrag gegeben werden, die alle für den Kolonialdienst vorgesehen waren. Nach der Adamastor folgten aus Frankreich die beiden Schwesterschiffe São Gabriel und São Rafael, auf deren Entwurf der in Portugal gebaute letzte Kreuzer Rainha Dona Amélia basierte.

## Bau und technische Daten
Für den ersten der neuen Kreuzer vergab die portugiesische Marine den Auftrag an die italienische Werft Cantiere navale fratelli Orlando in Livorno, die den Neubau am 1. Januar 1895 auf Kiel legte. Der Stapellauf fand am 12. Juli 1896 statt, bei dem das Schiff nach der von dem portugiesischen Renaissance-Dichter Luís de Camões geschaffenen mythischen Figur des Adamastor getauft wurde, die das Kap der Guten Hoffnung und die Gefahren des Meeres personifizierte. Am 3. August 1897 erfolgte die Indienststellung durch die Marine.
Ihre Länge betrug 73,8 Meter, sie war 10,7 Meter breit und hatte einen Tiefgang von 4,65 Metern. Die Konstruktionsverdrängung betrug 1729 Tonnen, die maximale 1757 Tonnen. Der Antrieb bestand aus zwei Dreifach-Expansionsmaschinen, die 4000 PS erzielten und auf zwei Schrauben wirkten. Damit erreichte sie eine Höchstgeschwindigkeit von 18 Knoten und verfügte bei 10 Knoten über eine Reichweite von 5400 Seemeilen. Als Bewaffnung trug sie zwei einzelne 150-mm-L/30-Krupp-, vier 105-mm-L/40-Krupp-, vier 65-mm-L/46-Hotchkiss- (nach anderen Angaben stattdessen zwei 47-mm-Geschütze), zwei 37-mm-Hotchkiss-Geschütze sowie zwei 6,5-mm-Nordenfelt-Maschinengewehre und drei 356-mm-Torpedorohre. Die Adamastor verfügte über ein Panzerdeck von 30 mm Stärke und für den Kommandostand einen Schutz von 65 mm. Die Besatzungsstärke betrug 237 Offiziere und Mannschaften.

## Geschichte
Als erster der modernen neuen Kreuzer wurde die Adamastor zunächst für Repräsentationsaufgaben eingesetzt. Bereits 1898 unternahm sie eine Auslandsreise, bei der sie Brasilien, Uruguay, Argentinien, Angola und die Kapverdischen Inseln besuchte. Sonst versah das Schiff vor allem den vorgesehenen Kolonialdienst.
Zum Zeitpunkt der portugiesischen Revolution im Oktober 1910 befand sich die Adamastor mit der São Rafael und der Dom Carlos I. in Lissabon. Der Kommandant der Adamastor beteiligte sich an der Revolte gegen König Emanuel II., indem er am 4. Oktober vom Schiff den Palast der Königsfamilie, den Palácio das Necessidades, beschießen ließ. Nach der Ausrufung der Ersten Portugiesischen Republik am 11. Oktober wurde die Adamastor – wie auch andere Schiffe – auf Reisen ins Ausland geschickt, um die Anerkennung der Republik bei zögernden Regierungen zu beschleunigen. Die Adamastor brach am 31. Oktober nach Südamerika auf und besuchte Brasilien, Argentinien und Uruguay. Nach ihrer Rückkehr blieb sie aufgrund der royalistischen Gegenbewegungen zum Schutz der Regierung in heimischen Gewässern in der Nähe Lissabons.
Nach dem Beginn des Ersten Weltkrieges begleitete die Adamastor wie die Almirante Reis (die 1910 umbenannte Dom Carlos I.) in den Jahren 1914 und 1915 Militärtransporte von Portugal nach Angola und Mosambik. Als Portugal 1916 auf Seiten der Entente in den Krieg eintrat, befand sie sich in Mosambik und beteiligte sich im Februar an der Beschlagnahme der sieben dort internierten deutschen Handelsschiffe.
Im Mai 1916 unterstützte die Adamastor zusammen mit dem Kanonenboot Chaimité die portugiesische Armee bei dem Versuch, die deutschen Truppen vom Grenzfluss Rovuma zwischen Deutsch-Ostafrika und Mosambik zu vertreiben, mit Artillerieunterstützung und Landungstruppen. Zwei Jahre später, im Sommer 1917, bildete die Adamastor das Führungsschiff eines Verbandes aus dem Kanonenboot Chaimité sowie den Transportern Pebane, Luabo und Pungue, der die Hafenstadt Quelimane vor einem deutschen Angriff schützen sollte. Nach dem Eintreffen der portugiesischen Schiffe sahen die Deutschen von einem Angriff auf Quelimane ab. Nach dem Kriegsende kehrte die Adamastor zur Überholung nach Portugal zurück und wurde zunächst in die Reserve versetzt. Zugleich erhielt das Schiff als einziger portugiesischer Kreuzer den Turm- und Schwertorden (Ordem Militar da Torre e Espada).
Das Schiff wurde noch einmal reaktiviert und vertrat 1926 Portugal auf der Weltausstellung in Philadelphia. Im Folgejahr wurde der Kreuzer nach Ostasien entsandt und beteiligte sich am Schutz der portugiesischen Gemeinde in Shanghai während der Unruhen infolge des Chinesischen Bürgerkrieges. Von dort zurückgekehrt, wurde es in Macau stationiert und zerfiel zusehends. 1933 kehrte die Adamastor endgültig nach Portugal zurück und erreichte nach drei Monaten am 1. Juli 1933 Lissabon. Im Oktober wurde sie aus der Flottenliste gestrichen und im Folgejahr abgewrackt.